# Années 870
Les années 870 couvrent la période de 870 à 879.

## Événements
- 869-883 : rébellion des Zanj, révolte d'esclaves amenés d'Afrique orientale pour mettre en valeur les marais de l'Irak méridional[1].
- 870-880 : premiers contacts entre Varègues et musulmans au Tabaristan et en Adharbaydjan à l'époque du règne de l'Alavide Hassan ibn Zeid (864-884)[2].
- 871 : la dynastie Saffaride de Zarandj occupe le royaume Hindou-Shahi de Kaboul,  le royaume des Zunbils et Bâmiyân[3].
- 872 : l’historien arabe al-Yaqubi donne pour capitale de l’Éthiopie Kabar, dans le Choa, dans ses traités écrit en 872 et 889. Plus tard, Al-Mas'ûdî mentionne encore Kabar ou Kubar (Ankober ou Nazaré ?), et des rapports commerciaux avec le Yémen par les ports de Dahlac, Zeïla et Batsé[4]. D’autres détails précisent que l’État éthiopien s’est déplacé jusqu’aux régions de l’Aouache, des rivières Gimma et Ouanchét et de la haute vallée de l’Omo. Le déplacement de la capitale à Kabar entraîne la progression du christianisme vers l’intérieur, alors que l’islam se propage sur le littoral africain[5].
- 875-1005 : dynastie des Samanides en Iran centrée sur le Khorassan, avec Nishapur comme capitale[6].
- 878 : les Toulounides s'emparent de la Syrie[7].

### Europe
- Vers 870 : découverte de l'Islande par des Norvégiens de Naddoddr rejetés par la tempête. Ils auraient baptisé le pays Snaeland, Pays de la neige. Une autre tradition attribue à un Suédois, Gardarr Svávarsson, la découverte de l’île. Un des premiers pionniers serait le Norvégien Flóki Vilgerdharsson vers 870. Il trouve un terrain de chasse et de pêche, mais l’hiver rigoureux lui fait perdre tout son bétail faute de suffisamment de fourrage. Il donne à l’île son nom définitif, Island, Pays-de-Glace[8].

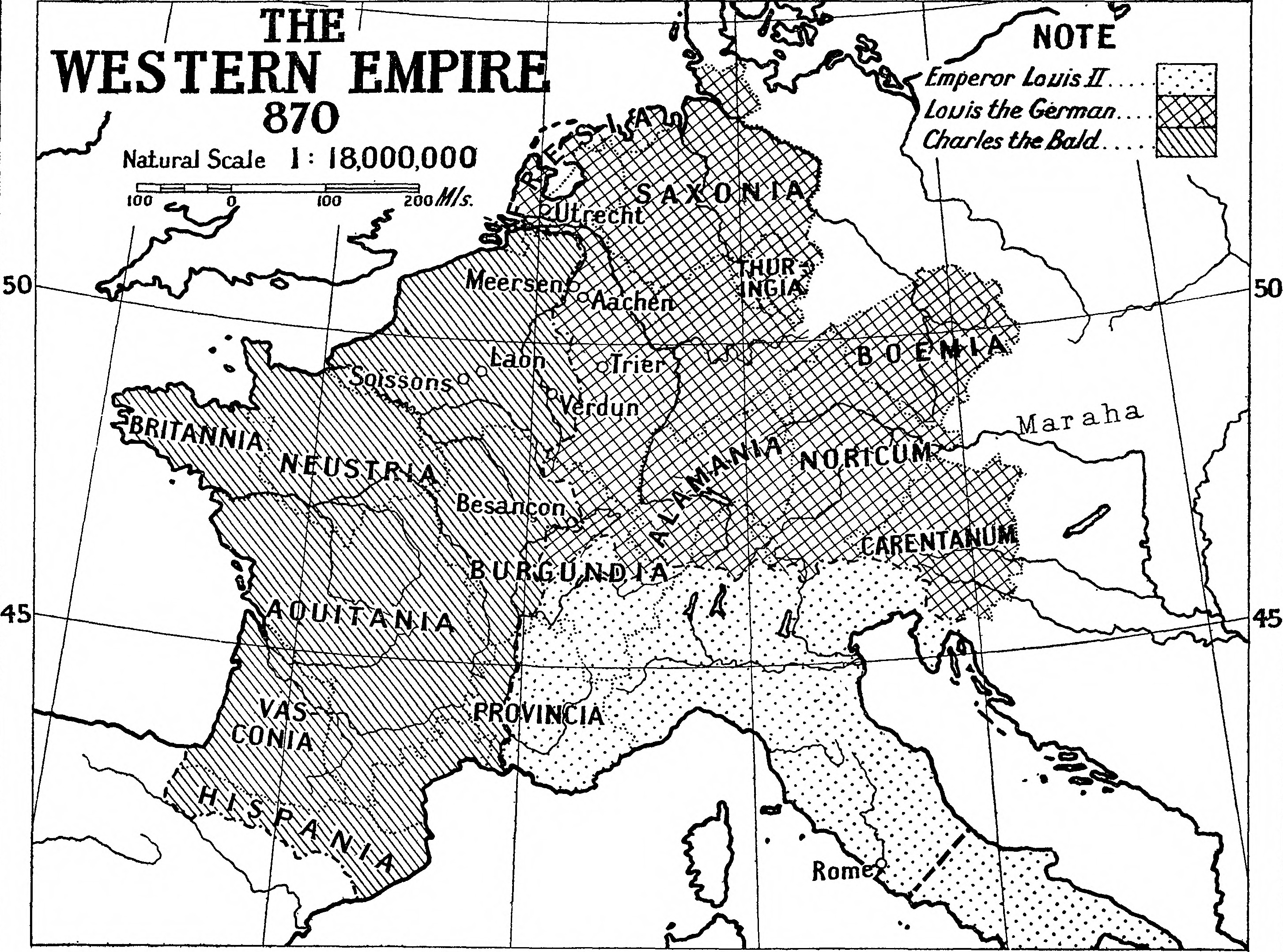
L'Empire carolingien en 870.

- 870, Empire carolingien : partage de la Lotharingie au traité de Meerssen[9].

- 870-880 :

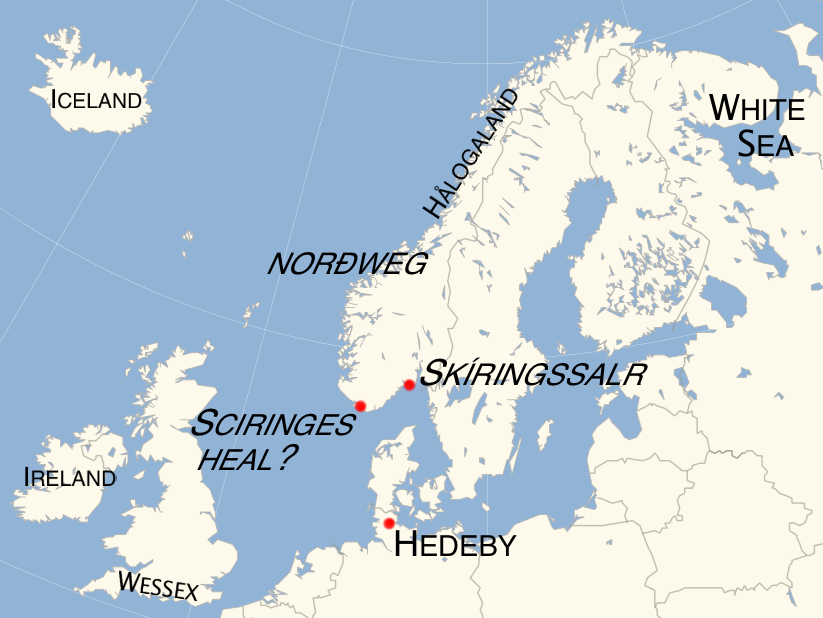
Carte montrant les principaux lieux mentionnés dans le récit d'Ottar.

  - le Normand d'Hålogaland Ottar découvre une voie maritime entre la Norvège et la Russie orientale par le cap Nord et la mer Blanche[10]. Il relate son voyage à la cour d'Alfred le Grand vers 890[11].
  - pause prolongée sur la plupart des théâtres d’opération des Vikings en sur le continent européen après 870. Calme relatif entre Loire et Seine entre 870 et 880. Des Vikings occupants une île de la Loire s’établissent à Angers pendant un ans et y ouvrent un marché (872-873)[12].
- Hiver 871-872 : les Vikings danois frappent leur première monnaie à Londres au nom de leur chef Halfdan[13].
- Après 872 : la Saga des Féroïens mentionne Grímr Kamban comme le premier scandinave à s’installer aux Féroé après la victoire de Harald Haarfarger[14].
- 874 : après sa victoire sur les Francs, Svatopluk adjoint à la fédération de Grande-Moravie le duc de Bohême, Borivoj, les princes sorabes de Lusace et les Slaves de la Vistule autour de Cracovie (Vislanes). Les Vislanes semblent alors être en contact avec la christianisation : le château du Wawel recèle les ruines d’une église de la seconde moitié du IXe siècle (église B). Au Xe siècle ils reconquièrent leur indépendance et forment un État appuyé sur les castra dont les princes lèvent les droits sur les routes, jetant les premières bases d’une économie monétaire[15].

- Vers 875 :  les Serbes se convertissent au christianisme sous l'impulsion de l'empire byzantin, et se séparent des Croates, fidèles à l'Église latine[16].
- 875-900 : diminution considérable du nombre des trésors enfouis dans le sol en Scandinavie[17].
- 877, empire carolingien : le capitulaire de Quierzy tolère provisoirement la succession des honneurs aux fils des pères décédés en attendant le retour du roi parti en Italie[18].
- 878 : bataille d'Ethandun et traité de Wedmore. Les Vikings danois développent sur les royaumes anglo-saxons de l'est et du nord de l'Angleterre un système de protectorat assorti de tributs, le Danelaw[19].

## Personnages significatifs
- Alfred le Grand
- Al-Mutamid (Abbasside)
- Al-Muwaffaq
- Ahmad ibn Tulun
- Bernard Plantevelue
- Boson de Provence
- Carloman II de France
- Carloman de Bavière
- Charles II le Chauve
- Géraud d'Aurillac
- Guifred le Velu
- Hugues l'Abbé (fils de Conrad)
- Jean VIII (pape)
- Louis II le Jeune
- Louis II de France
- Louis II de Germanie
- Louis III de France
- Muhammad al-Mahdi
- Omar Ben Hafsun
- Salomon de Bretagne